# Leptoeme xantha
Leptoeme xantha är en skalbaggsart som beskrevs av Jordan 1903. Leptoeme xantha ingår i släktet Leptoeme och familjen långhorningar. Inga underarter finns listade i Catalogue of Life.